# Atidograf
Atidograf je pisac povijesti Atike (takozvanih Atida), od antičkih do našeg vremena. U spisima se govori o atičkim mitovima, književnosti i topografiji. Riječ atidograf je novijeg datuma. Začetnik ovog povijesno-književnog kursa je Helanik s Lezba.

## Popis poznatih atidografa
- Androtion († iza 343. pr. Kr.)
- Demon (oko 300. pr. Kr.)
- Filohor († 261. pr. Kr.)
- Fanodem
- Helanik iz Mitilene (* iza 479. pr. Kr. - † iza 400. pr. Kr.)
- Klidem
- Melantije